# Kho báu

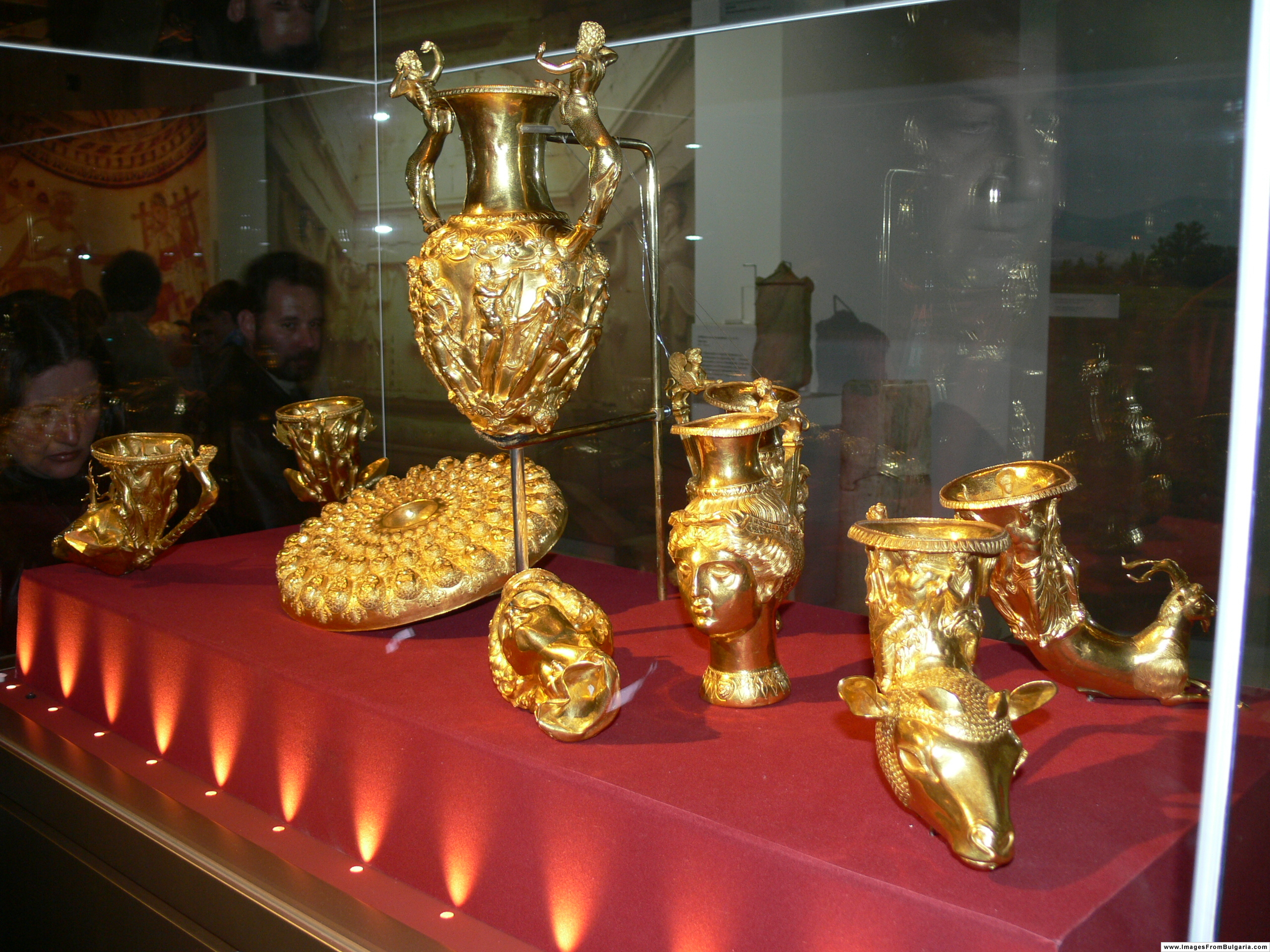
Một kho báu

Châu báu hay kho báu là những nơi tập trung một lượng lớn của cải, thường có nguồn gốc từ xa xưa, được xem là đã bị đánh mất hoặc lãng quên cho đến khi được tìm thấy.

## Trong văn hóa

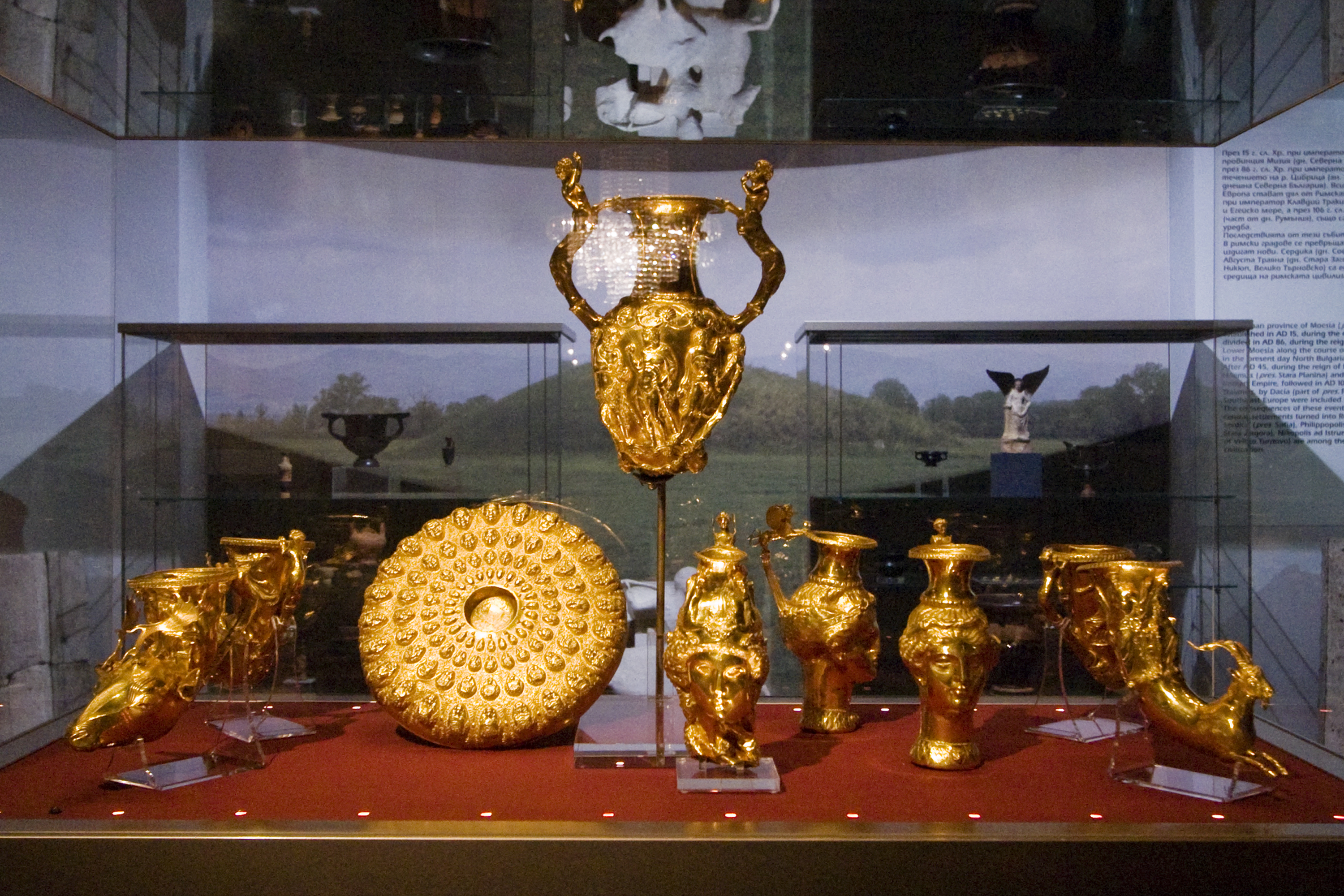
Một kho tàng được trưng bày

Trong văn hóa, châu báu chỉ sự giàu có và được tập trung cất trữ vào kho và thường được chứa trong các rương hoặc hòm lớn. 
Hành trình tìm kiếm kho báu bí mật, các kho báu bị chôn giấu là một chủ đề phổ biến trong truyền thuyết và tiểu thuyết văn học, những tay thợ săn kho báu thực tế cũng tồn tại và họ luôn tìm kiếm kho báu để kiếm sống và trở nên giàu có.
Một kho báu bị chôn vùi là một phần quan trọng của các tín ngưỡng dân gian xung quanh những tên cướp biển. Theo quan niệm phổ biến, cướp biển thường bị chôn giấu những của cải họ đánh cướp ở những nơi xa và có ý định quay trở lại chúng sau này, thường là với việc sử dụng các bản đồ kho báu. Một bản đồ kho báu là một dạng của một bản đồ để đánh dấu vị trí của kho báu bị chôn vùi, một mỏ vàng bị ẩn lấp, bí mật này có giá trị.
Trong tiểu thuyết tiếng Anh có ba câu chuyện nổi tiếng đã giúp phổ biến những huyền thoại của cướp biển bị chôn vùi kho tàng như: "The Gold-Bug" của Edgar Allan Poe, "Wolfert Webber" của Washington Irving và "Đảo giấu vàng" của Robert Louis Stevenson. Ngoài ra chủ đề kho báu và săn tìm kho báu còn là để tài của nhiều lĩnh vực nghệ thuật khác nhau.